# レイ・ミステリオ・ジュニア
レイ・ミステリオ・ジュニア（Rey Mysterio Jr.、1974年12月11日 - ）は、アメリカ合衆国の男性プロレスラー。
本名、オスカー・グティエレス・ルビオ（Óscar Gutiérrez Rubio）。カリフォルニア州チュラビスタ出身のメキシコ系アメリカ人。現在はWWEに所属。叔父はレイ・ミステリオ・シニア、従兄弟にエル・イホ・デ・レイ・ミステリオ。息子はドミニク・ミステリオ。WWEでのリンクネームは『レイ・ミステリオ』。2023年には現役選手ながらWWE殿堂入りした。

## 人物
レイ・ミステリオは日本語に直訳すると「神秘の王」となる。メキシコ系であることを誇りにしており、腹部にタトゥーでMEXICANと彫られている。160cm前後の身長で、軽量級のレスラーである。
14歳でプロレスデビュー。WWAでデビューした当時はコリブリと名乗っていたが、後に叔父のレイ・ミステリオ・シニア（シニアの実子はエル・イホ・デ・レイ・ミステリオ）からマスクとリングネームを受け継ぎレイ・ミステリオ・ジュニアを名乗る。WWAが崩壊した後はAAA、WCW（後にWWE）と移籍。WWEでは、レイ・ミステリオとしている。

## 来歴

### キャリア初期
1989年4月30日、14歳でメキシコ、ティフアナでトンデバーと組み、シャム、ペリグロ・モルタル組相手にデビューした。デビュー当時のリングネームはコリブリ（Colibri、スペイン語でハチドリの意）。その後、WWA（ワールド・レスリング・アソシエーション）などで活躍した叔父のレイ・ミステリオのマスクを受け継ぎレイ・ミステリオ・ジュニアを襲名。
1992年にコナンに誘われAAAに入団。1995年にはシコシスからWWA世界ウェルター級王座を奪取。同年WARのスーパーJカップ参戦で初来日。その後もフベントゥ、エル・イホ・デル・サント等と王座を争い、1995年にECWにシコシスと共に参戦、アメリカのファンの前で本場のルチャリブレを披露した。

### WCW
1996年にWCWに移籍。デビュー戦でディーン・マレンコからWCW世界クルーザー級王座を奪取した。同王座を通算5回獲得するなど、クルーザー級戦線で活躍。特にハロウィン・ヘイボック'97で行われたエディ・ゲレロ戦は名勝負として名高く、後に双方とも生涯のベストマッチとして上げている。またケビン・ナッシュらスーパーヘビー級の選手を次々に破ったことから「巨人キラー」の異名を取った。
1998年から1999年にはエディに敗れたためにLWoの一員としても活動。LWoの解散後はコナン、ビリー・キッドマン、エディらとフィルシー・アニマルズを結成した。同年2月21日に行われたケビン・ナッシュ&スコット・ホールとの一戦にミステリオのマスクが賭けられ、敗れたためにマスクを剥がされ素顔を晒すことになった。以降はWWEまで素顔のままファイトしている。
2001年3月26日、キッドマンとのコンビで初代WCWクルーザー級タッグ王座を獲得、当日がWCW最後の大会となったため史上唯一の王者となった。7月には再びWARに来日。

### WWE
2002年、買収後しばらく距離をとっていたが、WWEと契約。異例の事態ではあるが、当時映画のスパイダーマンが公開された事もあって、ミステリオとマスクマン嫌いのビンス・マクマホン双方の希望により、再び覆面レスラーとなり、7月25日にSmackDown!で行われたチャボ・ゲレロ戦でデビュー。当初はレイ・ミステリオ・ジュニアとコールされていたが、ジュニア表記をビンスが嫌った事もあり、しばらくしてレイ・ミステリオに登録名が変更された。サマースラムではカート・アングルと対戦したが敗れる。秋からはエッジとのタッグで初代WWEタッグ王者決定トーナメントに挑戦。決勝で敗れるも、翌週には優勝したクリス・ベノワ&カート・アングル組、ロス・ゲレロス（エディ&チャボ）との3WAYを制し第2代王者となった。
2003年からはクルーザー級戦線に参戦し、マット・ハーディーを破ってクルーザー級王座を獲得。以降はタジリ、ジェイミー・ノーブル、チャボ・ゲレロ、スパイク・ダッドリーらと王座を争い、クルーザー級戦線の絶対的な主役として活躍した。

#### 2004年 - 2005年
2004年からはクルーザー級戦線を離れロブ・ヴァン・ダムとのタッグを結成。12月9日にはケンゾー・スズキ&レネ・デュプリー組からWWEタッグ王座を奪取。
2005年1月13日に開催されたSmackDown!でのタッグ王座を賭けたフェイタル4ウェイ戦でロブ・ヴァン・ダムが負傷、その後長期離脱しバシャム・ブラザーズに王座を奪われるが、長年の親友であるエディ・ゲレロとタッグを組みノー・ウェイ・アウトでタッグ王座を再奪取。以降、パートナーであるエディと腕試し的なシングル戦でWrestleMania 21で対戦し勝利。
2005年からデビューしたMNMに王座を奪われてから両者の間に不協和音が流れ始め、そのことが原因でエディはヒールターン。ミステリオの息子のドミニクは実はエディの息子であり、その親権を巡っての抗争というストーリーが組まれた。両者はジャッジメント・デイ、グレート・アメリカン・バッシュ、サマースラムで連続して対戦。サマースラムではドミニクの親権を賭けてのラダー・マッチで勝利した。
エディとの抗争終了後、10月21日のSmackDown!でのJBLとの試合中にエッジ、クリス・マスターズから襲撃を受ける。エッジのスピアー、クリス・マスターズのマスター・ロックと立て続けに攻撃を受け、フナキ、ハードコア・ホーリーらに救出される。これをきっかけとしてRAWスーパースターとの抗争を開始。11月に行われたタブー・チューズデイにSmackDown!のメンバーとして登場し、RAWのスーパースターであるマスターズ、ジーン・スニツキーと対戦し勝利。その流れでバティスタとタッグを組み、短期間タッグ王座を手にしていた。11月14日のエディ・ゲレロ追悼大会ではショーン・マイケルズとの初対決が実現、勝利を収めた。

#### 2006年 - 2007年
ロイヤルランブルでは、2番手として登場。1番手のトリプルH共々60分以上闘い続けた。試合終盤にトリプルHを排除し、さらに残っていたランディ・オートンも排除しランブル戦で優勝し、WrestleMania 22での王座挑戦権を獲得した。その後オートンの挑発で組まれたノー・ウェイ・アウトでの試合で一度は挑戦権を失うものの、SmackDown!GMのセオドア・ロングの計らいで再び王座挑戦が決定。WrestleMania 22では、大会前日に行われたWWE殿堂において、エディ・ゲレロの殿堂入りプレゼンターをクリス・ベノワ、チャボ・ゲレロと共に務め、大会当日のカート、オートンとのトリプルスレットを制して世界ヘビー級王座を獲得した。なお、クルーザー級のスーパースターで世界ヘビー級王座を獲得したのはこれが史上初。さらに覆面レスラーがWWEの世界ヘビー級王座を獲得したことも史上初である。
7月23日のグレート・アメリカン・バッシュにて、挑戦者であるキング・ブッカー（ブッカー・T）に王座を奪われる。チャボ・ゲレロとの抗争を経て"アイ・クイット" マッチに敗れ、膝の手術に伴う長期欠場した。
2007年2月、杖をつきながらも久しぶりにSmackDown!に登場するがウマガにサモアン・ドロップやヒップ・アタックを受けて担架で運ばれていった。同年のサマースラムで復帰し、対戦相手のチャボ・ゲレロに勝利。その後のSmackDown!で再びチャボ・ゲレロと"アイ・クイット" マッチを行い前回やられたことをやり返す形で、ひざを椅子で攻撃し勝利を収めた。その後はフィンレーと抗争。

#### 2008年 - 2009年
2008年は世界ヘビー級王座戦線で活躍する。ノー・ウェイ・アウト前のチリ公演で右上腕筋を断裂する怪我を負うがPPVに出場。しかし王座奪還とはならなかった。その後は長期離脱を強いられる。6月19日のWWEドラフトでRAWに移籍した。7月7日のRAWで復帰し、対戦相手のサンティーノ・マレラを破り、復帰戦を勝利で飾った。その後はケインと抗争を開始する。
2009年4月のWrestleMania XXVでJBLをわずか21秒で下し、IC王座を獲得した。4月13日のドラフトでSmackDown!に移籍が決まる。移籍後はクリス・ジェリコと抗争を繰り広げ、6月7日のエクストリーム・ルールズで試合終盤に619を狙った際にジェリコにマスクを奪われて動揺した隙にフォールを奪われ、IC王座を失う。6月15日のRAW3時間特番で再戦権を行使するが王座奪取とはならなかった。同じ週のスマックダウンでジェリコにザ・バッシュでのIC王座戦を要求する。しかしジェリコは再戦権を行使したことに触れ挑戦したいのならマスクを賭けろと言い、ミステリオはそれを了承する。そして6月28日のザ・バッシュでの試合終盤に再びマスクを取られるがもう一枚マスクをつけていたため素顔が出ることはなかった。それに動揺したジェリコの隙をつき619から一連の流れで勝利し、IC王座を奪取する。7月にはドルフ・ジグラーに襲撃され、それにより抗争を開始する。9月4日のSmackDown!でジョン・モリソンと王座戦を行うが試合に敗れ、IC王座を失う（これは、ミステリオがWWEの薬物規定違反で30日間の謹慎処分となったために組まれた試合である）。10月に行われたブラッギング・ライツでのフェイタル4ウェイ形式の世界ヘビー級王座戦に参戦するが王座獲得とはならなかった。さらにその試合中の行動が原因となり、同じく試合に参加していたバティスタから暴行を受ける。その後はジ・アンダーテイカーの持つ世界ヘビー級王座への挑戦権も絡めつつバティスタと抗争を繰り広げる。

#### 2010年 - 2015年

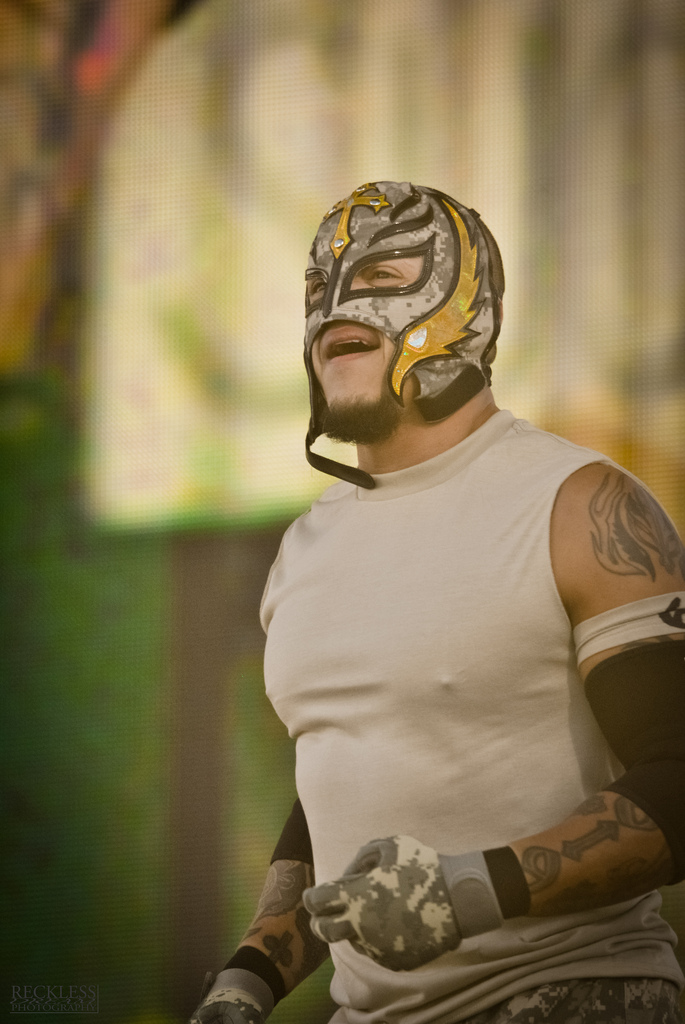
2010年、Tribute To The Troops

2010年になってからもバティスタとの抗争は続いていたが、3月ごろからはCMパンクと抗争を開始する。そしてWrestle Mania XXVIでは負ければストレート・エッジ・ソサエティ入りとなる一戦でCMパンクに勝利する。続くエクストリーム・ルールズでもCMパンクと勝負するが試合終盤にリング下から現れた何者かに襲撃され、それによりパンクに敗れる。CMパンクとの抗争を続け、オーバー・ザ・リミットで負ければストレート・エッジ・ソサエティ入りとなる一戦で勝利し、CMパンクを丸坊主にした。翌週にはジャック・スワガーの保有している世界ヘビー級王座のフェイタル4ウェイ予選に出場し、ジ・アンダーテイカーと対戦するが敗れてしまう。しかしその翌週にテイカーが休場したため、急遽行われたバトル・ロイヤルで勝利し、フェイタル・4ウェイに出場することとなった。そして4ウェイ戦に勝利し、2度目の世界ヘビー級王座を獲得した。その後はスワガーと抗争し、マネー・イン・ザ・バンクで王座をかけて再戦する。試合には勝利したが、その直後に同日に行われたマネー・イン・ザ・バンク・ラダー・マッチに勝利したケインにマネーの権利を行使され、王座から陥落する。8月にはアルベルト・デル・リオのデビュー戦の相手を務めるが敗北。その翌週にデル・リオに負傷させられるアングルで欠場に入ったが、10月1日の放送局移籍記念のSmackDown!にて復帰しデル・リオとの抗争を始める。

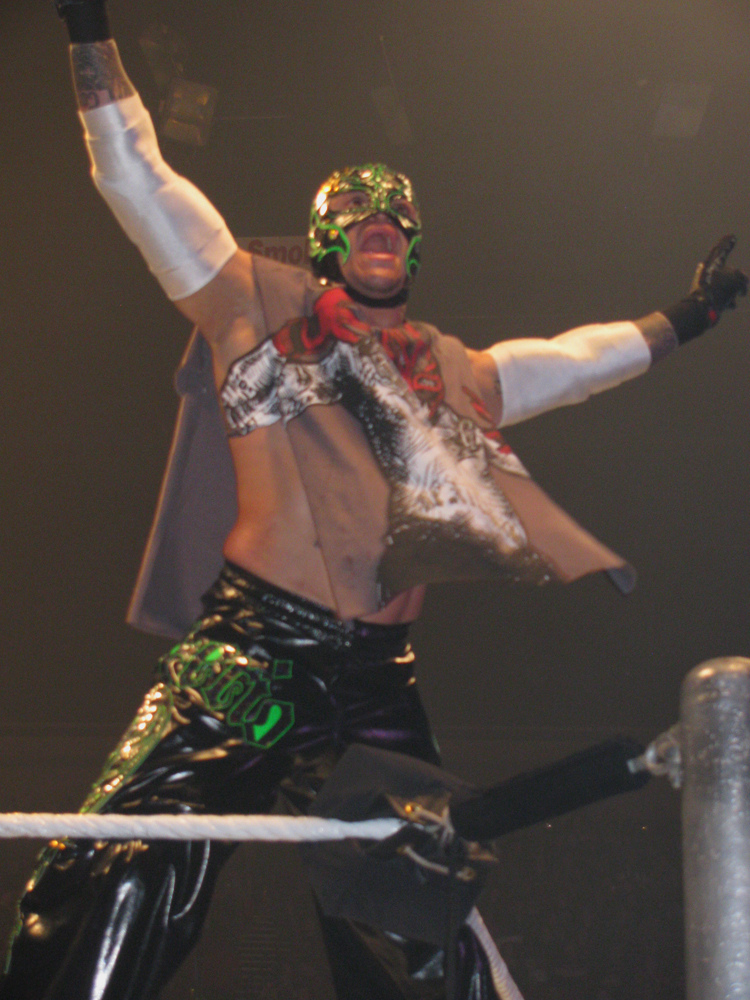
2011年

2011年、ナルシストキャラのコーディ・ローデスがひざ当てを奪おうとしたことが原因で、ひざ当ての金具がむき出しになってしまう。それによって、ローデスの顔面を金具で直撃するという事故（アングル上）を起こしてしまい、ローデスを暴走させて抗争に入る。レッスルマニア27では敗れたが、続くエクストリーム・ルールズでは勝利。4月のドラフトにてRAWに移籍、再びデル・リオと抗争した。7月終わりにはCMパンクが一時的にWWE王座を持ったまま退団したために組まれた暫定的なWWE王座戦トーナメントに優勝。しかし直後ジョン・シナに王座を奪われてしまう。サマースラム明けのRAWでデル・リオに敗れ、負傷欠場。12月にスラミー賞のプレゼンターとしてのみ登場した。
2012年7月、RAW999回目にて、ザック・ライダーを執拗に攻め立てるデル・リオを攻撃し、復帰を表明。8月ごろから、同じマスクマンであるシン・カラと組んで戦うことが多くなった。日本公演にも参加。12月、シン・カラ対ダミアン・サンドウにてシン・カラのセコンドに着くはずが会場に現れず、乱入してきたザ・シールドによってマスクだけが届けられ、後に（ギミック上）シールドに襲われ首を負傷したことが明らかにされた。
2013年、ロイヤルランブルで復帰、元世界王者だけが出られるエリミネーション・チェンバー世界王座第一挑戦者決定戦の予選にて、シン・カラとのタッグでヘル・ノーを破り参加決定したが、続くブライアン戦で敗れた後、突然復帰したマーク・ヘンリーに襲われ叩きのめされ、欠場。11月のサバイバー・シリーズ直前に復帰し、イリミネーション戦を戦うも惜敗した。
2014年1月、ロイヤルランブルで30番目の選手として登場するも落脱。
2015年2月26日、WWEとの契約終了に伴い退団する事が発表された。

### AAA
WWE退団後、2015年3月18日、AAAのPPVであるRey De Reyes 2015にてレイ・ミステリオ・ジュニアへと戻して電撃復帰を果たす。WWEでの晩年にてパートナーを務めたミステシスとタッグを組んでペロス・デル・マール（ペンタ・エル・セロ・ミエド& ペロ・アグアヨ・ジュニア）と対戦。ペンタゴン・ジュニアへ619を決めて勝利し、凱旋勝利を果たした。5月24日、ルチャドールによるワールドカップと言えるトリオトーナメント、Victoria Lucha Libre World Cupにミステシス & エル・パトロン・アルベルトとメキシコドリームチームを結成。決勝まで勝ち進み、TNA & ルチャアンダーグラウンド連合チーム（ミスター・アンダーソン & ジョニー・ムンド & マット・ハーディー）と対戦して勝利し、優勝を飾った。8月10日、AAA年間最大のイベントであるTriplemanía XXIIIにてミステシスとドリームマッチを行う。試合はミステシスのフィニッシャーであるラ・ミスティカを決めて掟破りの勝利を飾る。試合後に襲撃されてしまい、ミステシスはルードユニットであるペロス・デル・マールへ加入する事を宣言。異例のヒールターンを行った。
2018年1月28日、WWE・Royal Rumble 2018にて3年ぶりに出場を果たす。ロイヤルランブルマッチにて27番手で登場。20番手のジョン・シナと28番手のロマン・レインズをまとめて619を決める見せ場を作るが、シナにスプリングボード・シーテッド・セントーンを敢行したところ2番手のフィン・ベイラーに捕まり投げ出され脱落となった。6月9日、新日本プロレス・DOMINION 6.9に参戦。棚橋弘至 & 獣神サンダー・ライガーと組んでBULLET CLUB（Cody & ハングマン・ペイジ & マーティ・スカル）と対戦。終盤にペイジとスカルに二人まとめて619を決める見せ場を作るが最後にCodyがライガーにクロスローズを決めて敗戦した。

### WWE
2018年10月16日、SmackDown 1000にて再び復帰を果たす。11月2日に行われるCrown JewelのWWEワールドカップ・トーナメントによる予選として中邑真輔と対戦。最後に619からダイムへと繋げて勝利した。
2019年5月19日、Money in the Bank 2019でWWE US王座を保持するサモア・ジョーに挑戦。ジョーからパワーボムの体勢で持ち上げられると切り返してミステリオ・ラナを決めて勝利。王座を戴冠。同時にグランドスラムを達成した。
2023年3月10日、WWE殿堂に迎えられた。
2024年4月、レッスルマニア40ではアンドラーデと組み、ドミニク・ミステリオ&サントス・エスコバー組に勝利した。

## 得意技

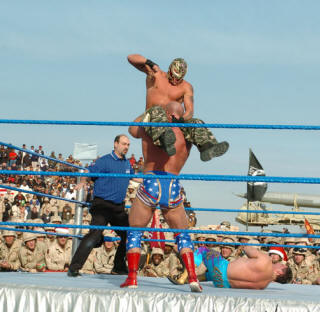
ハリケーンラナ

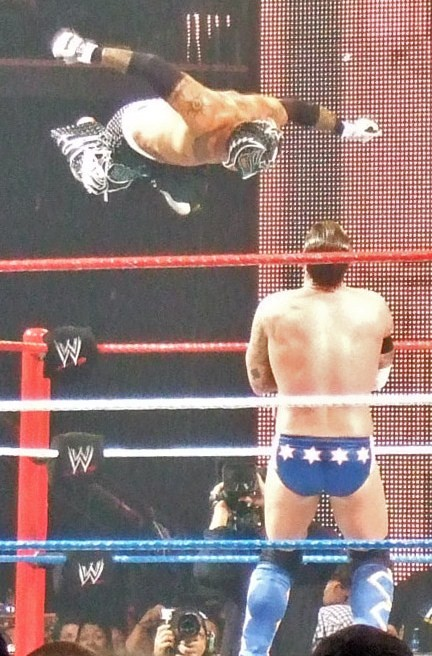
ダイビング・ヘッドバット

### フィニッシュ・ホールド

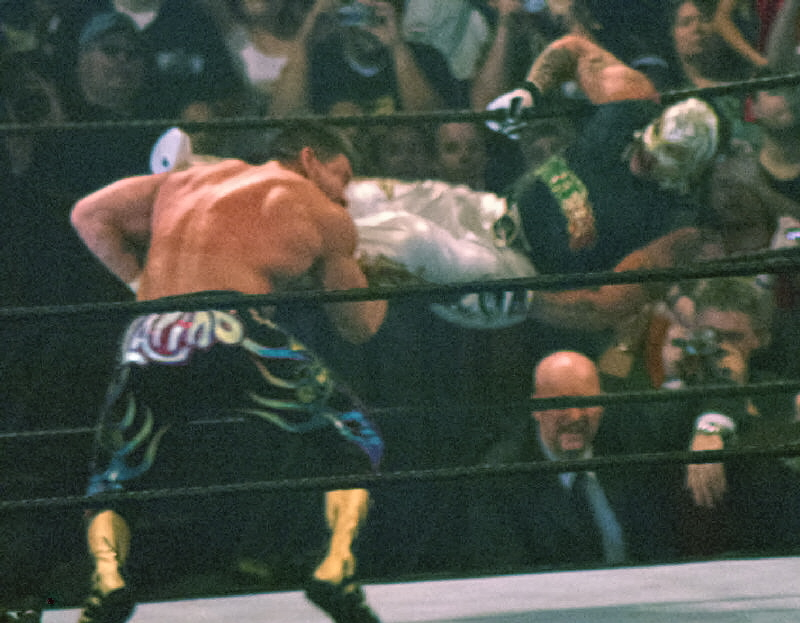
619
セカンドロープに相手の上半身をもたれさせた状態で、助走をつけてロープに駆け寄りトップロープとセカンドを掴んでジャンプし両足をロープの間をくぐり抜ける様に回転させて相手の顔面を両足で蹴りつける。
元祖はMIKAMIのミッキーブーメランであるが、この技を本人はTAJIRIの技だと勘違いしていたらしく、TAJIRIに技を盗んだことを謝っている。
技名となっている619はサンディエゴの市外局番であり、この数字が描かれたコスチュームを着用することもある。WWEの日本ツアーにおいて、神戸で試合を行った際、コスチュームに神戸の市外局番である078がプリントされたものを着用したことがある。
低空ドロップキック、カニ挟み
相手をセカンドロープにもたれさせて619に繋げる技。
ダイム
スプリングボード式レッグドロップ。
619を決めた後に相手がダウン時、仰向けうつ伏せ問わず使用。
近年では下記のダイビング・ボディ・プレスをダイムと実況されることが多い。
ダイビング・ボディ・プレス / ダイム
スキージャンパーのように両手を体側につけるのが特徴。エディ・ゲレロの死後しばらくはフロッグ・スプラッシュを使用していた。619の後、相手のダウン位置によってコーナーから行うかスプリングボード式にするか使い分けている。
シーテッド・セントーン
コーナー最上段もしくはスプリングボード式に飛び相手に上から飛びついて押し潰しダウンさせる技。
ウェストコーストポップ
スプリングボード式ウラカン・ラナ・インベルティダ。
619の後相手がふらふらと立ち上がったところを狙うことが主であるが、近年は使用頻度が低い。
カナディアン・デストロイヤー

### 打撃技
エルボー
バック・ハンド・チョップ
チョップ・スマッシュ
ナックルパンチ
ローキック
バズソーキック
中腰の相手に放つ側頭部への回し蹴り。試合中盤に放つケースが多い。

### 飛び技
ダイビング・ヘッドバット
ミステリオ・ラナ
ムーンサルト・プレス

### フォール技
スクールボーイ
バックスライド
スモール・パッケージホールド
ジャックナイフ・ホールド
ローリング・クラッチ・ホールド
カサドーラ

## タイトル歴
WWE
- WWE王座 : 1回
- WWE世界ヘビー級王座 : 2回
- WWE IC王座 : 2回
- WWE US王座 : 3回
- WWE・クルーザー王座 : 3回

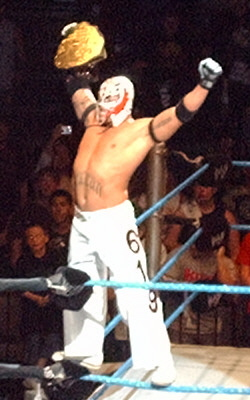
WWE世界ヘビー級王座

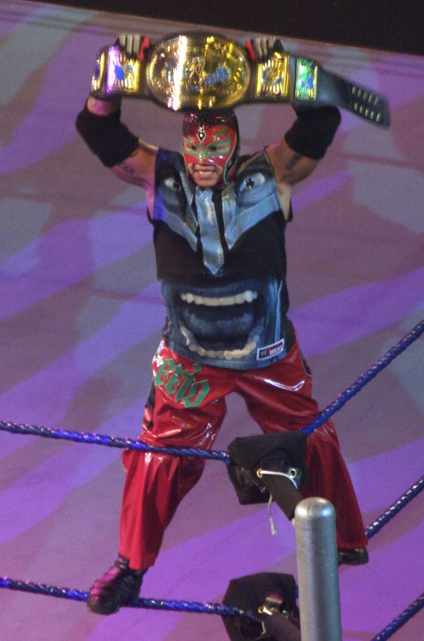
WWEインターコンチネンタル王座

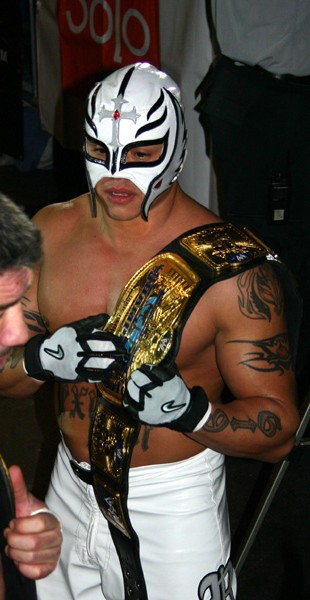
WWEタッグ王座

- WWEタッグ王座 : 4回（w / エッジ→ロブ・ヴァン・ダム→エディ・ゲレロ→バティスタ）
- WWE・スマックダウン・タッグ王座 : 1回 （w / ドミニク・ミステリオ）
- トリプルクラウン達成
- グランドスラム達成
- ロイヤルランブル優勝（2006年）
- WWE殿堂 : 2023年

WCW
- WCW クルーザー級王座 : 5回
- WCW 世界タッグ王座 : 3回（w / ビリー・キッドマン→フベントゥ・ゲレーラ→コナン）
- WCWクルーザー級タッグ王座 : 1回（w / ビリー・キッドマン）

WWC
- WWC世界ジュニアヘビー級王座 : 1回

WWA
- WWAライトヘビー級王座 : 3回
- WWAウェルター級王座 : 3回
- WWAタッグ王座 : 1回（w / レイ・ミステリオ・シニア）

IWAS
- IWASタッグ王座 : 1回（w / コナン）

AAA
- ナショナル・ウェルター級王座 : 1回
- ナショナル・トリオ王座 : 1回（w / オクタゴン、スペル・ムネコ）
- AAA殿堂

ルチャアンダーグラウンド
- ルチャアンダーグラウンド6人タッグ王座 : 1回（w / ドラゴン・アズテクタJr.、プリンス・ピューマ）

DDTプロレスリング
- アイアンマンヘビーメタル級王座 : 1回

The Crush
- The Crushヘビー級王座 : 1回

DWW
- DWW王座 : 1回

HHW
- HHWライトヘビー級王座 : 1回

## 入場曲
- March Of Death
- （619）
- Booyaka 619（P.O.D.）

この曲はいろいろとアレンジされており、3つのバージョンがある。
- Bow Wow Wow

## その他
- 2006年、大リーグの球団シンシナティ・レッズの試合の始球式に参加した。
- 飛び技を多用するが実は高所恐怖症でコーナーポストに上るときは急いで駆け上り、すぐにダイビングするようにしているとのこと。